# Obenpilghausen
Obenpilghausen ist eine Hofschaft in der bergischen Großstadt Solingen.

## Lage und Beschreibung
Obenpilghausen befindet sich südwestlich der Solinger Innenstadt im Norden des Stadtbezirks Burg/Höhscheid. Der zu Höhscheid gehörende Ort liegt im Pilghauser Bachtal, das sich in Ost-West-Richtung zwischen zwei Höhenrücken erstreckt. Im Norden verläuft die Katternberger Straße, die als Kreisstraße 3 ausgewiesen ist, und im Süden die Grünewalder Straße, die als Bundesstraße 229 ausgewiesen ist. Durch das Bachtal verläuft an Obenpilghausen vorbei die Hohl- bzw. Glockenstraße. Den Ort prägt bis heute in seinem Kern entlang der Straße Obenpilghausen ein Bestand an historischen Fachwerk- und Schieferhäusern, von denen zwei unter Denkmalschutz stehen.
Benachbarte Orte sind bzw. waren (von Nord nach West): Kotterheidberg, II. Heidberg, Kirschbaumer Hof, Dickenbusch, Esel, Grünewald, Obenweeg, Weegerberg, Mittelpilghausen, Stübchen und Kottermühle.

## Etymologie
Der Ortsname ist von dem altdeutschen Personennamen Piliko (mundartlich auch Pelges) abgeleitet.

## Geschichte
Der Hofschaftsname Pilghausen war schon im 14. Jahrhundert vorhanden, der Ort wurde erstmals im Jahre 1334 als de Pilghuys erwähnt.:1 Aus dem ursprünglichen Hof entwickelten sich über Jahrhunderte die drei Hofschaften Oben-, Mittel- und Untenpilghausen. Der letztgenannte dürfte dabei der jüngste der drei Höfe sein.
In der Karte Topographia Ducatus Montani, Blatt Amt Solingen, von Erich Philipp Ploennies aus dem Jahr 1715 ist Pilghausen mit sechs Hofstellen verzeichnet und als Peleghus benannt, davon eine im Bereich des späteren Obenpilghausen. Pilghausen wurde in den Ortsregistern der Honschaft Katternberg innerhalb des Amtes Solingen geführt. Die Topographische Aufnahme der Rheinlande von 1824 verzeichnet den heutigen Ort Obenpilghausen als Pilghausoben, die Preußische Uraufnahme von 1844 verzeichnet ihn als Ob: Pilghausen. In der Topographischen Karte des Regierungsbezirks Düsseldorf von 1871 ist der Ort als Oben Pilghaus verzeichnet.
Nach Gründung der Mairien und späteren Bürgermeistereien Anfang des 19. Jahrhunderts gehörte der Ort zur Bürgermeisterei Höhscheid, die 1856 zur Stadt erhoben wurde und lag dort in der nach ihm benannten Flur II. Pilghausen.
Mit der Städtevereinigung zu Groß-Solingen im Jahre 1929 wurde Obenpilghausen ein Ortsteil Solingens. Im Jahre 1985 wurde das Fachwerkgebäude Obenpilghausen 20 als Baudenkmäler in die Solinger Denkmalliste eingetragen. Es ist oben mitsamt der im Vorgarten stehenden Roßkastanie abgebildet, die ihrerseits als Naturdenkmal anerkannt ist. Im Jahre 1995 wurde das ebenfalls im Ort befindliche Schieferhaus Hohlstraße 15 als Baudenkmal anerkannt.

## Friedrich Herder Abraham Sohn

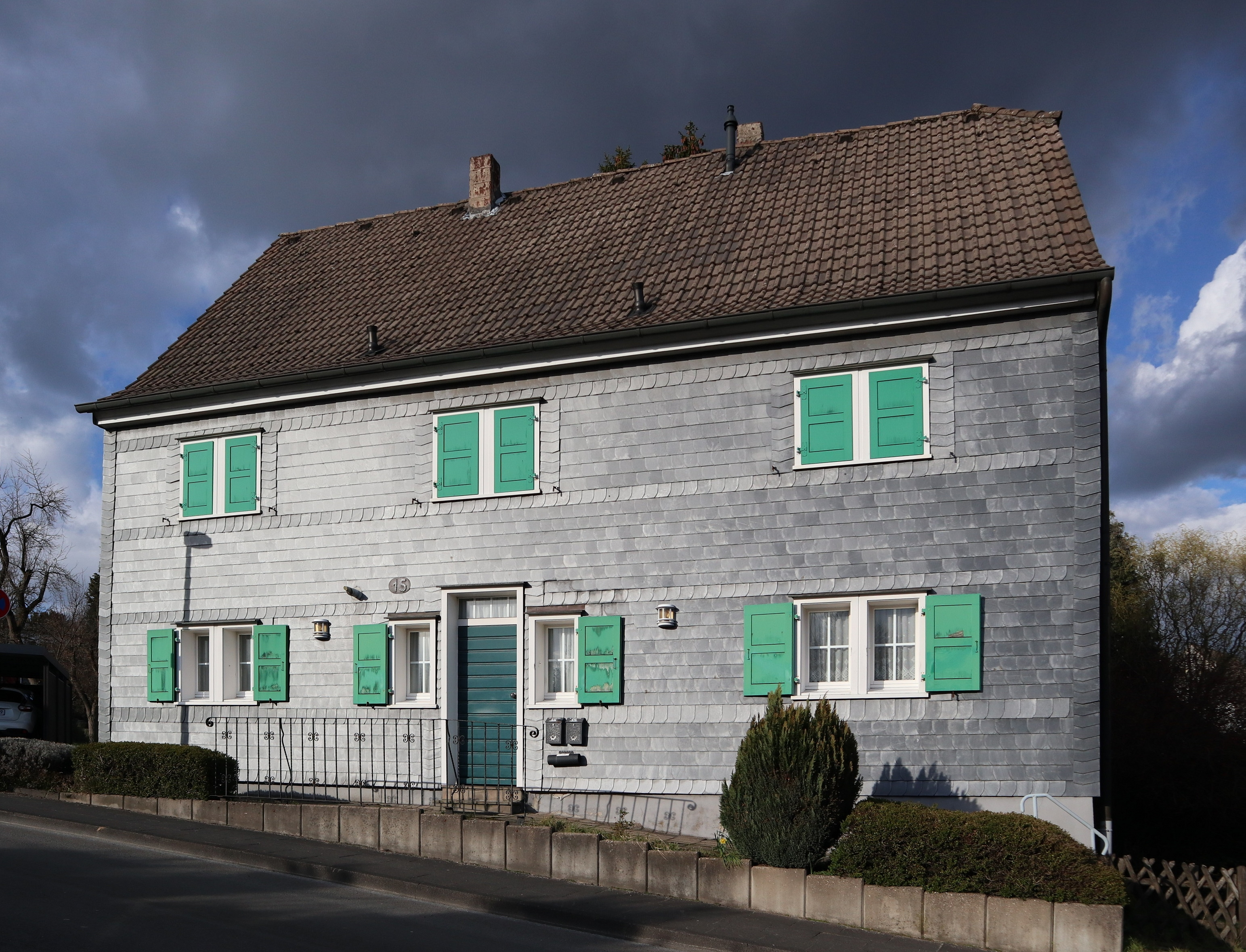
Schieferhaus Hohlstraße 15

In Obenpilghausen wurde im 18. Jahrhundert das Schneidwarenunternehmen Friedrich Herder Abraham Sohn gegründet, das bis heute besteht. Im Jahre 1727 ließ Peter Herder das Warenzeichen „Pik As“ beim Solinger Messermachergericht eintragen. Als Wohn- und Geschäftshaus des Firmengründers fungierte das Schieferhaus mit der heutigen Adresse Hohlstraße 15 in Obenpilghausen.
Das Unternehmen zog bereits 1859 an die heutige Grünewalder Straße in die Stadt Dorp um, die 1889 mit Solingen vereinigt wurde. An dieser Stelle gegenüber dem Zwillingswerk entstand in den 1910er Jahren der Neubau des Fabrikgebäudes, der heute Standort des Gründer- und Technologiezentrums Solingen ist. Das Geschäftshaus des Unternehmens in Obenpilghausen ist seit 1995 als Baudenkmal ausgewiesen.